# Ľubica
Ľubica (Hongaars: Leibic, Duits: Leibitz) is een Slowaakse gemeente in de regio Prešov, en maakt deel uit van het district Kežmarok.
Ľubica telt 4.209 inwoners.